# 卡莫皮
卡莫皮（法語：Camopi，法語發音：[kamɔpi]）是法国海外省法属圭亚那的一个市镇，属于圣乔治区。该市镇总面积为10,030平方千米，是法国面积第三大市镇。

## 地理
卡莫皮（3°10'1"N, 52°19'52"W）面积10,030平方千米，位于法国海外省法属圭亚那。
与卡莫皮接壤的市镇（或旧市镇、城区）包括：雷日纳、聖喬治、马里帕苏拉。
卡莫皮的时区为UTC−03:00。

## 行政
卡莫皮的邮政编码为97330，INSEE市镇编码为97356。

## 政治
卡莫皮的现任市长为洛朗·亚瓦卢（Laurent Yawalou）先生，任期为2020-2026年。

## 人口

1962-2008年间卡莫皮人口变化图示

卡莫皮于2022年1月1日时的人口数量为2168人。